# یان کانتی پاولوشکیه‌ویچ
یان کانتی پاولوشکیه‌ویچ (لهستانی: Jan Kanty Pawluśkiewicz؛ زادهٔ ۱۳ اکتبر ۱۹۴۲) موسیقی‌دان و آهنگساز اهل لهستان است.
از فیلم‌ها یا برنامه‌های تلویزیونی که وی در آن نقش داشته‌است، می‌توان به ورشو، سال ۵۷۰۳،سرهنگ کفیاتکوفسکی، قهرمان سال، زنی تنها، پاپوشا و بازگشته اشاره کرد.